# Appasandra, Turuvekere
Appasandra là một làng thuộc tehsil Turuvekere, huyện Tumkur, bang Karnataka, Ấn Độ.